# 101955 Бенну
101955 Бенну (101955 Bennu) — навколоземний астероїд радіусом близько 262 м, що входить до групи Аполлона. Станом на 2025 рік є потенційно небезпечним астероїдом. У 2135 році він виявиться на відстані близько 300 тисяч кілометрів від Землі. У 2020 році американська міжпланетна станція OSIRIS-REx доставила зразки ґрунту з астероїда на Землю.

## Відкриття та найменування

Серія радіолокаційних знімків Голдстоуна 1999 року, що показують обертання Бенни

### Відкриття
Астероїд 101955 Бенну був відкритий 11 вересня 1999 року в рамках проєкту з пошуку астероїдів LINEAR в обсерваторії Сокорро. 

### Значення та походження назви
101955 Бенну названий на честь птаха Бенну, який уособлював душу  давньоєгипетського бога відродження, царя потойбічного світу Дуат - Осіріса (відсилання до космічного апарата OSIRIS-REx, який відправили до астероїда). Тимчасовим позначенням астероїда було - 1999 RQ36.

Птах Бенну

Така назва була запропонована 9-річним хлопчиком у 2013 році й вибрана за підсумками конкурсу серед школярів "Name that Asteroid! ". Майкл Пузіо, учень третього класу з Північної Кароліни, запропонував назву «Бенну» для астероїда, посилаючись на єгипетську міфологічну птаха Бенну. Для Пузіо космічний апарат OSIRIS-REx нагадував єгипетного бога, якого зазвичай зображують у вигляді чаплі. В подальшому особливості поверхні астероїда будуть називатися на честь птахів та міфічних птахоподібних істот, доповнюючи існуючу тему імен місії, яка бере свій початок у єгипетській міфології.

## Походження та еволюція
Вуглецевий матеріал, який утворює Бенну, спочатку утворився в результаті розпаду набагато більшого материнського тіла — планетоїда або протопланети . Але, як і майже вся інша матерія в Сонячній системі, походження її мінералів і атомів можна знайти у вмираючих зірках, таких як червоні гіганти та наднові .  Згідно з теорією акреції , цей матеріал об’єднався 4,5 мільярда років тому під час формування Сонячної системи. 
Основну мінералогію та хімічну природу Бенну було встановлено протягом перших 10 мільйонів років формування Сонячної системи, коли вуглецевий матеріал зазнав певного геологічного нагрівання та хімічної трансформації всередині значно більшого планетоїда або протопланети, здатної виробляти необхідний тиск, тепло та гідратацію (за потреби) — у більш складні мінерали.  Бенну, ймовірно, виник у внутрішньому поясі астероїдів як фрагмент більшого тіла діаметром 100 км. Симуляції показують, що з імовірністю 70% він походить із сім'ї Ніси, а з ймовірністю 30% — із родини Евлалія.  Імпактори на валунах Бенну вказують на те, що астероїд перебував на навколоземній орбіті (відокремленій від головного поясу астероїдів ) протягом 1–2,5 мільйонів років. 

## Фізичні характеристики
Астероїд Бенну має сфероїдну форму, яка нагадує дзиґу. Вісь його обертання нахилена на 178° відносно орбіти астероїда, а саме обертання є ретроградним, тобто напрямок його обертання протилежний напрямку обертання його орбіти навколо Сонця. Початкові спостереження радіолокаційними системами на Землі показали, що поверхня Бенну була досить гладкою, з одним великим валуном розміром від 10 до 20 метрів. Проте, завдяки даним, отриманим під час місії OSIRIS-REx, з'ясувалося, що поверхня насправді набагато грубіша, і містить більше 200 валунів розміром понад 10 метрів. Найбільший валун має діаметр 58 метрів. Ці валуни містять тонкі прошарки карбонатні мінерали, які ймовірно утворилися ще до виникнення астероїда внаслідок гарячих водних каналів на його початковому об'єкті звідки пішов астероїд. Їх прошарки мають ширину від 3 до 15 сантиметрів і можуть досягати довжини понад 1 метр. 
“Бенну не полегшив нам справи” - сказав Майк Моро, заступник керівника проекту місії в Центрі космічних польотів імені Годдарда NASA.
На екваторі астероїда Бенну є добре виражений хребет, що свідчить про накопичення дрібнозернистих частинок реголіту на цій ділянці. Це, ймовірно, результат низької гравітації та швидкого обертання астероїда (приблизно один оберт кожні 4 години).
«Відкриття шлейфів є одним із найбільших сюрпризів у моїй науковій кар’єрі», — сказав Данте Лауретта, головний дослідник OSIRIS-REx в Університеті Арізони 
Спостереження з космічного апарата OSIRIS-REx також показали, що Бенну обертається дедалі швидше. Це зміна в обертанні зумовлена ефектом Ярковського — О'Кіфа — Радзієвського — Педдека (ЯОРП), який виникає через нерівномірне випромінювання теплової радіації з поверхні астероїда під час його обертання. Внаслідок цього період обертання Бенну поступово скорочується, зменшуючись на одну секунду кожні 100 років.
Спростереження астероїда Бенну за допомогою космічного телескопа Спітцер у 2007 році показали, що його ефективний діаметр становить 484±10 м, що підтвердили й інші дослідження. Це означає, що розміри Бенну добре визначені, і він є відносно невеликим астероїдом. Цей астероїд має дуже низьку відбивну здатність (альбедо) — лише 0,046±0,005. Це означає, що його поверхня поглинає майже все світло, яке на неї падає, і відбиває лише невелику частку. Така низька відбивна здатність є типовою для вуглецевих астероїдів. Також було досліджено теплову інерцію Бенну — здатність його поверхні утримувати тепло. Виявилося, що вона змінюється приблизно на 19% за час одного оберту астероїда навколо власної осі. Це свідчить про те, що його поверхня має неоднорідний склад або різні текстури — можливо, поєднання кам’янистих і пилових ділянок. Крім того, навколо Бенну не виявлено жодних слідів пилової коми — хмари пилу, яка могла б його оточувати. Оцінки показують, що кількість пилу навколо нього не перевищує 10⁶ г у радіусі 4750 км, що є дуже низьким значенням.
Астрометричні спостереження, проведені в період з 1999 по 2013 рік, показали, що орбіта астероїда 101955 Бенну змінюється під впливом ефекту Ярковського. Це явище виникає через те, що астероїд поглинає сонячне світло і випромінює тепло нерівномірно, створюючи слабке, але постійне прискорення. Внаслідок цього головна піввісь орбіти Бенну зміщується в середньому на 284±1,5 метра щороку. Дослідження гравітаційних та теплових властивостей астероїда дозволили оцінити його середню густину, яка становить приблизно 1190±13 кг/м³. Це лише трохи більше за густину води, що вказує на наявність великої кількості пустот усередині Бенну. Орієнтовна маса астероїда складає (7.329±0.009)×10¹⁰ кг.
Окрім цього, аналіз зразків, узятих із поверхні Бенну, показав наявність органічних сполук. Це відкриття є надзвичайно важливим, оскільки такі молекули могли брати участь у формуванні складових життя. Вивчення цих органічних речовин допомагає краще зрозуміти походження органічної хімії в Сонячній системі та можливі механізми формування життя на Землі.

### Склад
Фотометричні спостереження, проведені у 2005 році, показали, що астероїд Бенну здійснює один оберт навколо своєї осі за 4,2905±0,0065 години. Це досить швидке обертання для об’єкта такого розміру. Згідно зі спектральною класифікацією астероїдів, Бенну належить до астероїдів B-типу — це підкатегорія вуглецевих астероїдів, які містять велику кількість темного матеріалу та можуть бути багатими на органічні сполуки. Поляриметричні дослідження показали, що він також має характеристики рідкісного підтипу F, що зазвичай асоціюється з кометами. Це може свідчити про його можливе кометне походження або про те, що в минулому він містив леткі речовини. Спостереження змін яскравості Бенну при різних фазових кутах показали, що його поверхня відбиває світло подібно до інших навколоземних астероїдів з низьким альбедо.
До прибуття місії OSIRIS-REx спектроскопічний аналіз уже вказував на схожість Бенну з метеоритами типу CI та CM — різновидами вуглецевих хондритів, які містять водні мінерали та органічні речовини. На його поверхні також було виявлено магнетит — мінерал, що формується у водному середовищі. Це важливий факт, оскільки магнетит руйнується під впливом високих температур, що свідчить про те, що Бенну, ймовірно, не зазнавав значного нагріву з моменту свого утворення. Присутність магнетиту підтверджує, що колись на початковому об'єкті Бенну могла існувати рідка вода. Ці знахідки зробили Бенну ключовим об’єктом для досліджень, зокрема для місії OSIRIS-REx, яка мала на меті детально проаналізувати його склад і доставити зразки на Землю.

### Метеорний дощ
Як активний астероїд з невеликою мінімальною відстанню перетину орбіти від Землі, Бенну може бути батьківським тілом слабкого метеорного потоку. Частинки Бенну випромінюватимуться приблизно 25 вересня з південного сузір'я Скульптора.  Метеори, як очікується, будуть поблизу межі видимості неозброєним оком і будуть виробляти лише Зенітне погодинне число менше 1, тобто спостерігається менше одного метеора на годину в зеніті.

## Вода на Бенну
Данте Лауретта, головний дослідник місії OSIRIS-REx, зазначив, що Бенну виглядає дуже багатим на воду, яка є одним із найбільш цінних ресурсів, які можна добувати з астероїдів. Ще до прибуття космічного апарата OSIRIS-REx до Бенну було припущено, що астероїд містить багато води, і ці здогадки підтвердилися, коли при зближенні було виявлено спектральні ознаки води. Подальші дослідження показали, що Бенну багатий на магнетит та інші мінерали, що зустрічаються в так званих вуглецевих хондритах. Особливу роль у збереженні води відіграють філосилікати — мінерали з шаруватою структурою, які можуть утримувати воду. Ці дані були підтверджені, коли космічний апарат вийшов на орбіту навколо астероїда. За оцінками вчених, на Бенну може бути близько 700 мільйонів кілограмів води, що становить приблизно 1% від маси астероїда. NASA і наукові лабораторії вже готуються до дослідження зразків Бенну, оскільки вони можуть містити велику кількість води та органічних сполук. Зокрема, Німецька лабораторія SAL планує аналізувати космічну воду з Бенну, Рюгу та інших астероїдів.

## Поверхня астероїда
Усі геологічні особливості на Бенну отримали назви на честь різних видів птахів та пташиних фігур з міфології. Першими назвами стали ті, що стосуються чотирьох кандидатів для збору зразків OSIRIS-REx, і вони були неофіційно надані командою місії в серпні 2019 року. 6 березня 2020 року Міжнародний астрономічний союз (IAU) оголосив офіційні назви для 12 особливостей на поверхні Бенну, серед яких регіони (широкі географічні зони), кратери, дорси (гребені), фосси (тріщини або канави) і сакса (камені та валуни).

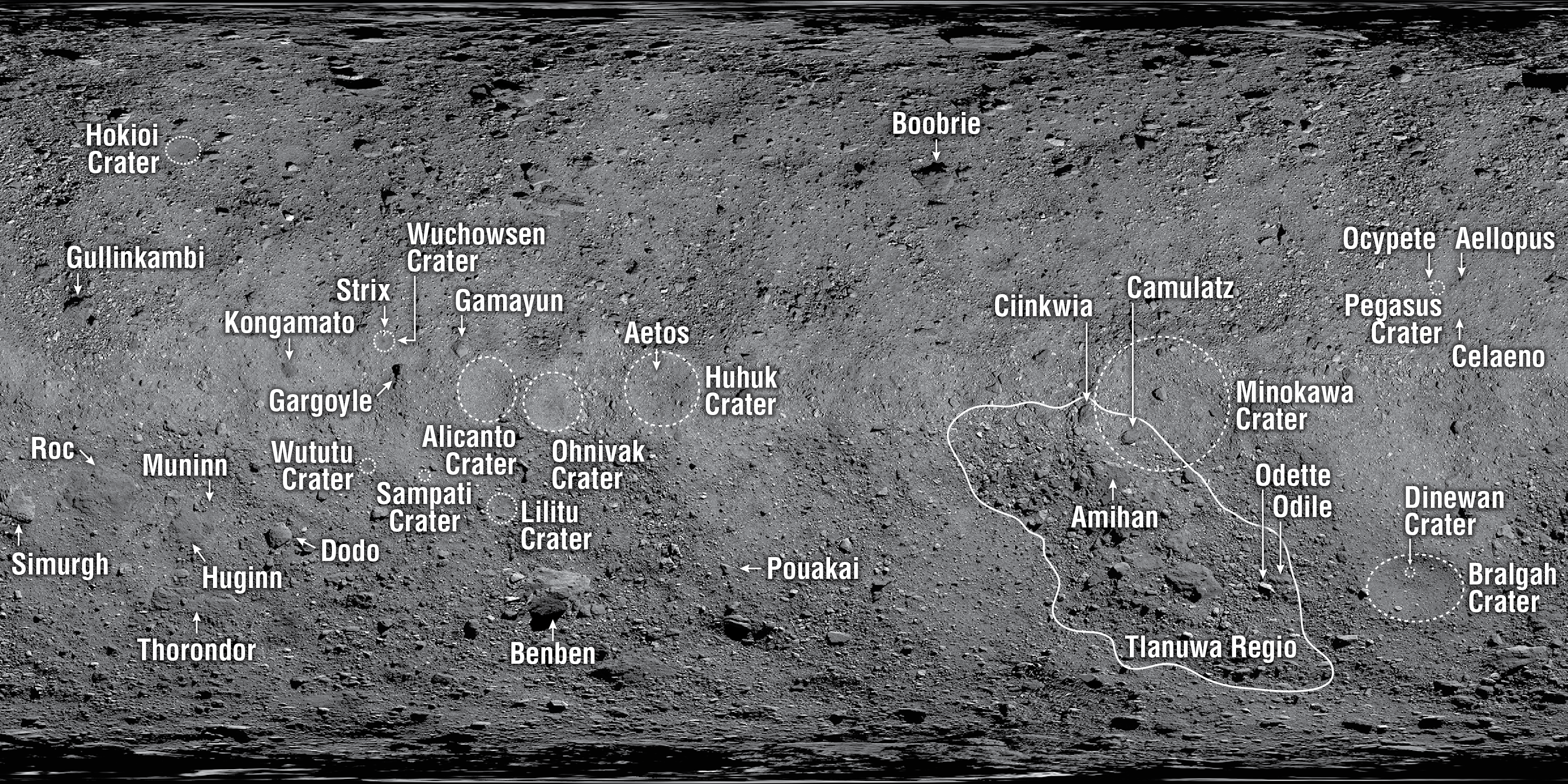
Карта Бенну, що показує розташування поверхневих елементів, названих IAU

| Ім'я                                   | Названий на честь                                                                                       | Розташування               |
| -------------------------------------- | --- | -------------------------- |
| Аеллопус Саксум (Aellopus Saxum)       | Аелло, одна з сестер-напівптахів-напівжінок Гарпії з грецької міфології                                 | 25,44° пн. ш. 335,67° сх.д |
| Аетос Саксум (Aetos Saxum)             | Аетос, товариш дитинства бога Зевса, який був перетворений на орла з грецької міфології                 | 3,46° пн. ш. 150,36° сх    |
| Аміхан Саксум (Amihan Saxum)           | Аміхан, пташине божество з філіппінської міфології                                                      | 17,96° пд.ш. 256,51° сх.д  |
| Бенбен Саксум (Benben Saxum)           | Бенбен, давньоєгипетський первинний курган, який виник із первинних вод Ну                              | 45,86° пд.ш. 127,59° сх.д  |
| Бубрі Саксум (Boobrie Saxum)           | Бубрі, мінлива істота з шотландської міфології, яка часто приймає форму гігантського водоплавного птаха | 48,08° пн. 214,28° сх      |
| Камулац Саксум (Camulatz Saxum)        | Камулац, один із чотирьох птахів у міфі про створення Кіче в міфології майя                             | 10,26° пд.ш. 259,65° сх.д  |
| Кєлєно Саксум (Celaeno Saxum)          | Кєлєно, одна з сестер-напівптахів-напівжінок Гарпій з грецької міфології                                | 18,42° пн. ш. 335,23° сх.д |
| Цинквія Саксум (Ciinkwia Saxum)        | Цинквія, громові істоти з алгонкінської міфології, схожі на гігантських орлів                           | 4,97° пд.ш. 249,47° сх.д   |
| Додо Саксум (Dodo Saxum)               | Додо, персонаж птаха додо з «Аліси у дивокраї».                                                         | 32,68° пд.ш. 64,42° сх.д   |
| Гамаюн Саксум (Gamayun Saxum)          | Гамаюн, віщий птах зі слов'янської міфології                                                            | 9,86° пн. ш. 105,45° сх.д  |
| Горгулья Саксум (Gargoyle Saxum)       | Горгулья, драконоподібне чудовисько з крилами                                                           | 4,59° пн. ш. 92,48° сх.д   |
| Гуллінкамбі саксум (Gullinkambi Saxum) | Гуллінкамбі , півень зі скандинавської міфології , що живе у Валгаллі                                   | 18,53° пн. ш. 17,96° сх.д  |
| Гугінн Саксум (Huginn Saxum)           | Гугін, один із двох воронів, які супроводжують бога Одіна в скандинавській міфології                    | 29,77° пд.ш. 43,25° сх.д   |
| Конгамато Саксум (Kongamato Saxum)     | Конгамато, гігантська літаюча істота з міфології Каонде                                                 | 5,03° пн. ш. 66,31° сх     |
| Мунінн Саксум (Muninn Saxum)           | Мунін, один із двох воронів, які супроводжують бога Одіна в скандинавській міфології                    | 29,34° пд.ш. 48,68° сх.д   |
| Ocypete Saxum (Ocypete Saxum)          | Окіпета , одна з напівптахів-напівжінок-сестер Гарпій з грецької міфології                              | 25,09° пн. ш. 328,25° сх.д |
| Одетта Саксум (Odette Saxum)           | Одетта, принцеса, яка перетворюється на Білого лебедя в Лебединому озері                                | 44,86° пд.ш. 291,08° сх.д  |
| Оділія Саксум (Odile Saxum)            | Оділія, Чорний лебідь з Лебединого озера                                                                | 42,74° пд.ш. 294,08° сх.д  |
| Поуакай Саксум (Pouakai Saxum)         | Пукай, жахливий птах з міфології маорі                                                                  | 40,45° пд.ш. 166,75° сх.д  |
| Рок Саксум (Roc Saxum)                 | Рух , гігантський хижий птах з арабської міфології                                                      | 23,46° пд. ш. 25,36° сх.д  |
| Сімург Саксум (Simurgh Saxum)          | Сімург, доброзичливий птах, який володіє всіма знаннями з іранської міфології                           | 25,32° пд.ш. 4,05° сх.д    |
| Стрікс Саксум (Strix Saxum)            | Стрикс, птах поганої прикмети з класичної міфології                                                     | 13,40° пн. ш. 88,26° сх.д  |
| Торондор Саксумський (Thorondor Saxum) | Торондор, король орлів у Середзем'ї Толкіна                                                             | 47,94° пд.ш. 45,10° сх.д   |
| Регіон Тланува (Tlanuwa Regio)         | Тланува, гігантські птахи з міфології черокі                                                            | 37,86° пд.ш. 261,70° сх.д  |

## Активність Бенну
Бенну — це активний астероїд, який періодично викидає частинки і камінці розміром до 10 см. Вчені вважають, що ці викиди можуть бути спричинені кількома факторами:
- Термічне руйнування — коли астероїд нагрівається на сонці і його поверхня розширюється, що призводить до утворення тріщин.
- Вивільнення летких речовин — через дегідратацію мінералів, які містять воду.
- Наявність води під поверхнею астероїда
- Удари метеороїдів — вони можуть також спричиняти викиди часток.

До того, як космічний апарат OSIRIS-REx досяг Бенну, астероїд уже показував ознаки активності, подібні до того, що спостерігається у комет. Астероїди типу B, які мають блакитний відтінок, можуть бути старими кометами, що ще не проявили своєї активності. Це нагадує астероїд Рюгу, який також має подібні властивості. 

## Місія OSIRIS-REx

Анімація траєкторії OSIRIS-REx з 9 вересня 2016 по 22 жовтня 2023.
OSIRIS-REx; 101955 Бенну; Земля; Сонце;

Анімація траєкторії OSIRIS-REx навколо 101955 Бенну з 26 грудня 2018 по 20 березня 2021
OSIRIS-REx·
101955 Бенну

НАСА визнала даний астероїд небезпечним для Землі. За ним встановлено постійне спостереження. Компанія Lockheed Martin Space Systems запропонувала НАСА послуги зі створення космічного апарата в рамках проєкту OSIRIS-REx. Мета місії — доставити з астероїда Бенну зразки ґрунту.
Крім того, що зібраний ґрунт допоможе вченим й інженерам розробити систему захисту Землі від зіткнення з астероїдом, зразки астероїдного реголіту цікаві ще й тим, що це вуглецева речовина, що утворилася під час формування Сонячної системи і відтоді перебуває у відносно незмінному стані.
Також планувалося, що за допомогою встановленої на станції апаратури будуть складені топографічна карта астероїда, карта його температур, карта хімічного складу і тривимірна модель.

### Підготовка до місії OSIRIS-REx
Після ретельного аналізу поверхні Бенну командою місії OSIRIS-REx, використовуючи дані з камер MapCam і OVIRS, було вибрано чотири місця-кандидати для збору зразків: "Соловей", "Зимородок", "Скопа" та "Кулик". 12 грудня 2019 року, після року картографування поверхні Бенну, було оголошено цільове місце - область під назвою «Соловей», оскільки вона продемонструвало сильніше спектральне почервоніння порівняно з рештою поверхонь (що вказує на більш свіжу або менш відкриту місцевість).  Крім того, вибрана місцевість успішно пройшла випробування на оцінку безпеки для спуску космічного корабля. Область "Скоп" було обрано як резервне місце для зразка. 

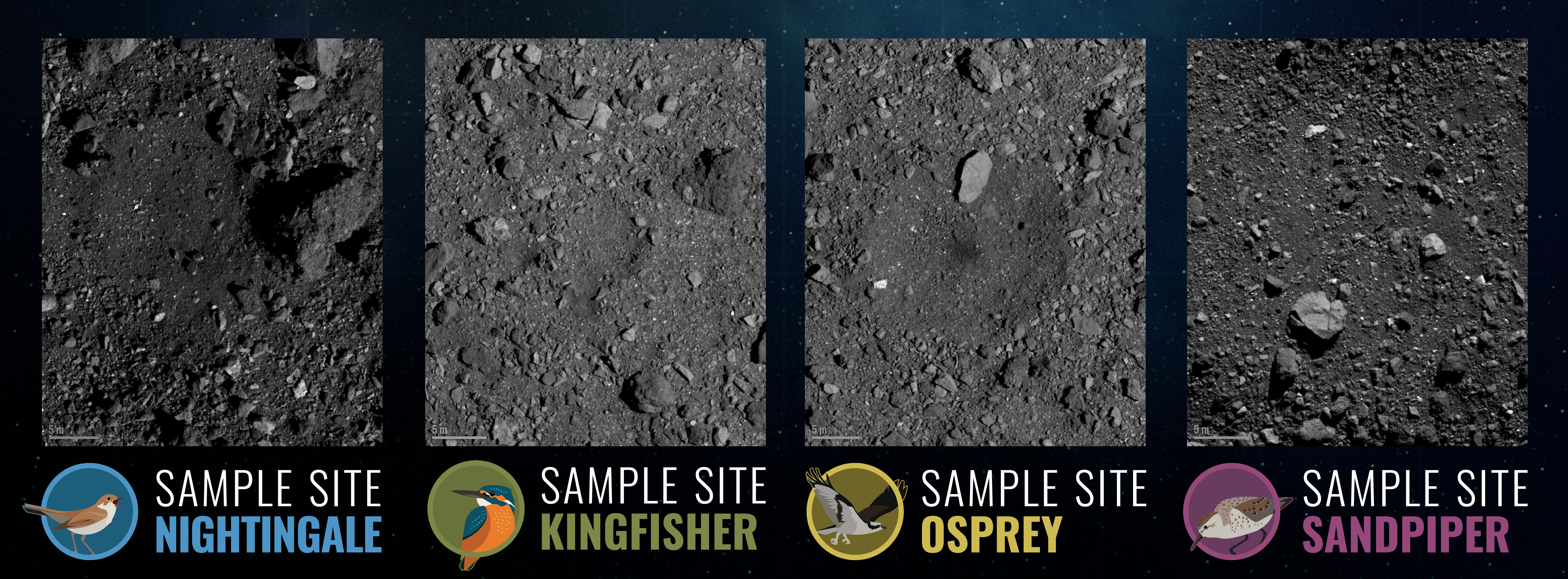
Зображення чотирьох місць-кандидатів для забору зразків грунту на астероїді Бенну: Соловей (Nightingale), Зимородок (Kingfisher), Скопа (Osprey) та Кулик (Sandpiper).

| Ім'я      | Розташування        | опис |
| --------- | ------------------- | --- |
| Соловей   | 56°пн.ш.43°сх.д     | Велика кількість дрібнозернистого матеріалу з великою варіацією кольору. Місце відбору первинних проб.                                                        |
| Зимородок | 11° пн. 56° сх      | Відносно новий кратер із найвищим вмістом води з усіх чотирьох місць.                                                                                         |
| Скопа     | 11°пн.ш. 80°сх.д    | Розташований на ділянці з низьким альбедо з великою різноманітністю гірських порід. Місцевість колекцій резервних зразків.                                    |
| Кулик     | 47° пд.ш. 322° сх.д | Розташований між двома молодими кратерами, розташованими на пересіченій місцевості. Мінерали відрізняються за яскравістю з відтінками гідратованих мінералів. |

### Початок місії OSIRIS-REx
Запуск апарата здійснено 8 вересня 2016 року. Досягнення астероїда відбулося 2019 року, забір ґрунту — 20 жовтня, а повернення на Землю — 2023 року. Вартість місії оцінюється у 800 млн дол. (без вартості ракети-носія, яка коштувала 200 млн дол.).
OSIRIS-REx простягнув до астероїда роботизовану руку з пристроєм для збору пухкої породи. При контакті з поверхнею Бенну механізм випустив газ, щоб підняти пухкі фрагменти, які потім були зібрані в спеціальну камеру і чекали подорожі на Землю. В апарата було три спроби для збору матеріалів. 

### Виявлення місії OSIRIS-REx
Прилади зонда на початку 2019 р. зафіксували помітний викид пилу з астероїда. 6 січня вчені виявили струмінь невеликих частинок, які вилітали з поверхні Бенну, а протягом наступного місяця було зафіксовано ще 10 подібних подій. Відомо кілька випадків подібної активності в об'єктів з пояса астероїдів — вони починають пускати подібні струмені при наближенні до Сонця. вважається, що подібні Бенну тіла мають складатися з гідрованих мінералів з включенням органічних молекул.
Станом на 2025 рік вчені не змогли пояснити природу цих вибухів-викидів. Деякі з частинок, що викидається з астероїда, мали розмір у кількадесят сантиметрів. Частина з них під дією гравітації поверталась на поверхню астероїда, інші виривались у відкритий космос, перетворюючись на мікросупутники космічного тіла.

### Результати місії OSIRIS-REx
У жовтні 2020 року повідомлено, що за гравітаційними дослідженнями у центрі астероїда знаходиться порожнина, всередині якої можна розмістити декілька футбольних полів. Крім того, виявлено, що обертання астероїда Бенну прискорюється, і астероїд може зруйнуватися в найближчому майбутньому, через мільйон років або навіть менше.
Через два тижні після того, як капсула зі зразком приземлилася в пустелі штату Юта, науковці у космічному центрі NASA у Х'юстоні провели їхню презентацію. Космічний вантаж спочатку досліджували в «чистій кімнаті» на полігоні в Юті, поблизу місця посадки. Потім капсулу доставили до центру у Х'юстоні, відкрили та розділили на менші зразки, щоб згодом розіслати 200 вченим у 60 лабораторіях по всьому світу. Аналіз показав, що ґрунт з Бенну містить аж 10 % води, а також близько 5—10 % вуглецю. Ба більше, команду дослідників спантеличила наявність у зразках великої кількості магнію, натрію та фосфору.
Нове дослідження, яке на початку 2025 року було оприлюднене в журналі Nature, підтвердило, що зразки космічної породи, які були зібрані космічним кораблем NASA на астероїді Бенну і доставлені на Землю, містять багатий набір мінералів і рідкісних органічних сполук. Виявилося, що астероїд Бенну не тільки насичений сполуками, багатими на азот і вуглець, серед них було виявлено 14 із 20 амінокислот, які життя на Землі використовує для побудови білків, а також всі чотири кільцеподібні молекули, що утворюють ДНК: аденін, гуанін, цитозин і тимін.

## Наближення до Землі
Бенну обертається навколо Сонця з періодом приблизно 1,19 року, або 435 днів (станом на 2022 рік). Щорічно Земля наближається до його орбіти з вересня 23 по 25 на відстань приблизно 480 тисяч км (0,0032 а.о.).
У 1999 році Бенну пройшов поблизу Землі на відстані 0,0147 а.о., а в 2005 році наблизився вже на 0,033 а.о. Наступні близькі зближення менше 0,04 а.о. прогнозують на 30 вересня 2054 року та 23 вересня 2060 року, які матимуть незначний вплив на його орбіту. За цей період Земля зробить 61 оберт навколо Сонця, а Бенну – 51.
Найближче зближення заплановане на 25 вересня 2135 року, коли відстань між астероїдом і Землею становитиме всього 0,0014 а.о. Перед цим його орбітальний період зміниться кілька разів: між 2060 та 2135 роками він становитиме 1,17 року (427 днів), а після 2135 року збільшиться до 1,24 року (452 днів). Максимальна відстань між Землею та Бенну перед зближенням відбудеться 27 листопада 2045 року і складе 2,34 а.о., або 350 млн. км.
| Дата       | Номінальна геоцентрична відстань JPL SBDB ( AО ) | Область невизначеності ( 3-сигма ) |
| ---------- | ------------------------------------------------ | ---------------------------------- |
| 30.09.2054 | 0,039299 (5,8790 млн км)                         | ±7 км                              |
| 23.09.2060 | 0,005008 (749,2 тис. км)                         | ±5 км                              |
| 22.09.2080 | 0,015630 (2,3382 млн км)                         | ±3 тис. км                         |
| 25.09.2135 | 0,001364 (204,1 тис. км)                         | ±20 тис. км                        |

### Наслідки можливого зіткнення для Землі

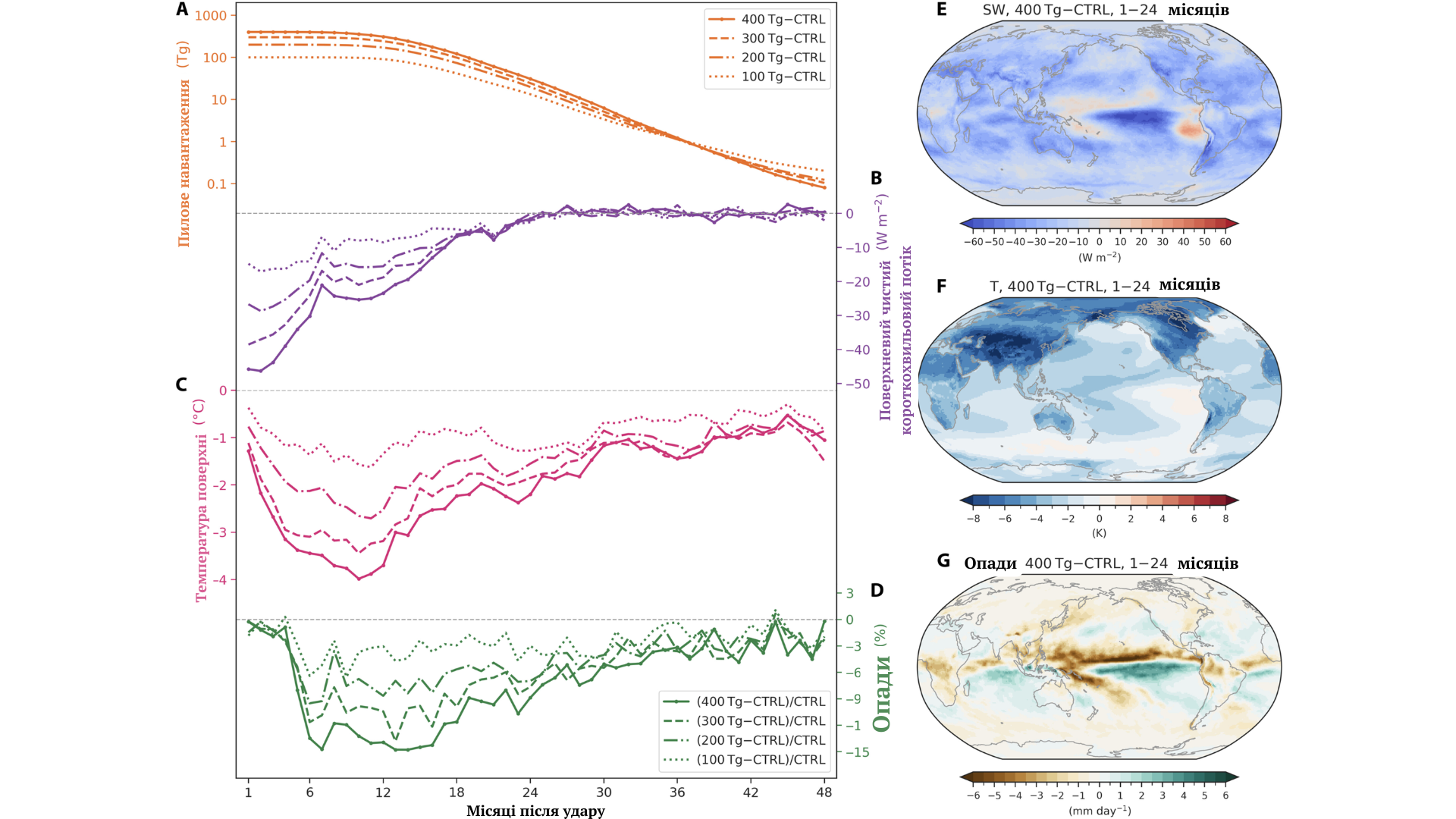
Глобальна реакція кліматичної системи на збурення пилу після удару типу Бенну за чотирма сценаріями пилу

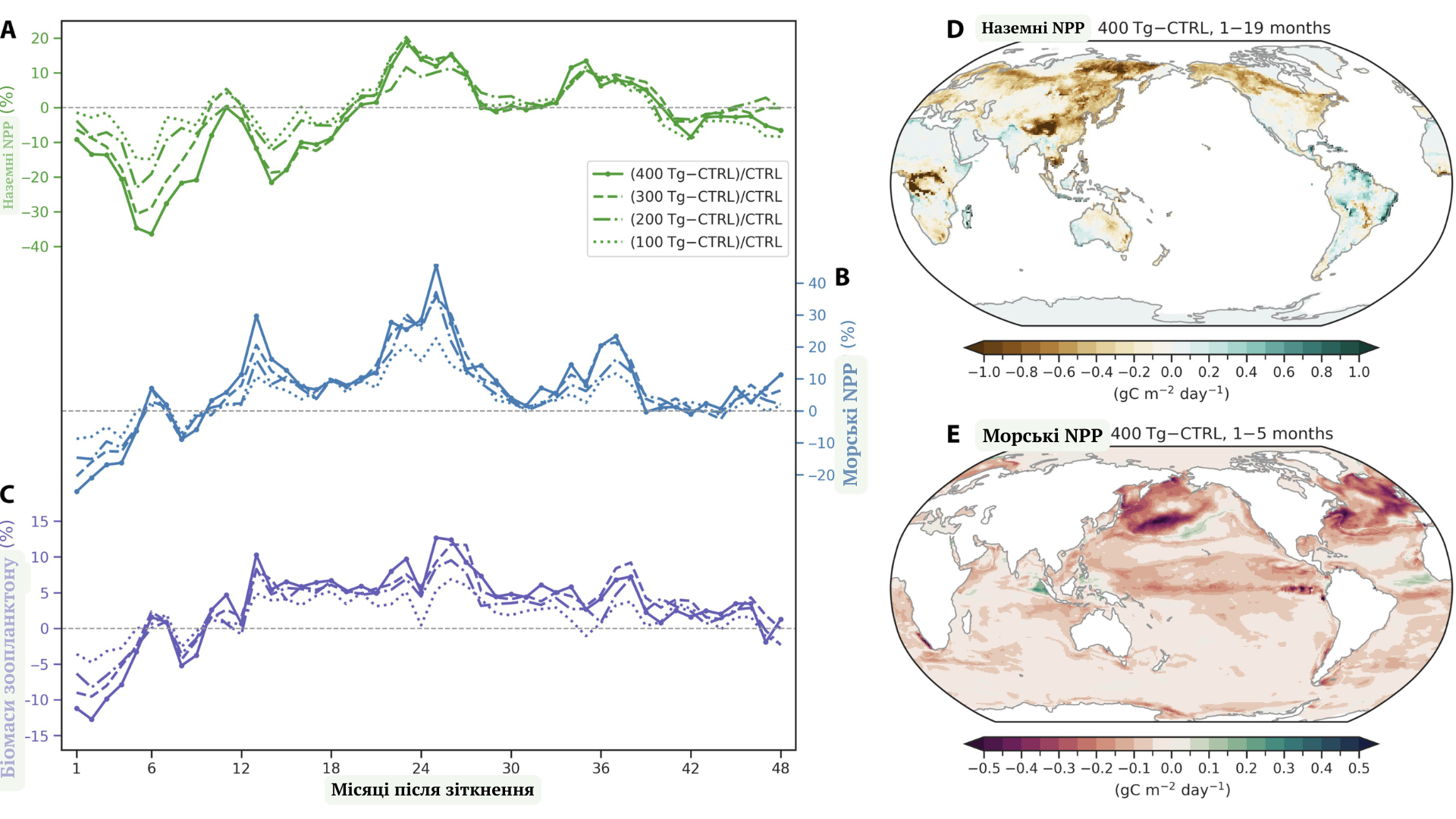
Змодельовані зміни в наземних і морських АЕС після удару Бенну за чотирма сценаріями пилу.

## Загроза зіткнення із Землею
На початку 2025 року, за повідомленням наукової технологічної платформи ScienceAlert, команда вчених з південно-корейського Центру фізики клімату IBS (ICCP) Національного університету Пусана (PNU) із застосуванням суперкомп'ютера IBS Aleph виконали моделювання можливого зіткнення астероїда 101955 Бенну із Землею, включаючи симуляції наземних і морських екосистем, які не були враховані в попередніх моделюваннях. Підставою для проведення досліджень і моделювання стали дані від NASA, що зазначений астероїд має 1 до 2 700 шансів зіткнутися з нашою планетою вже 24 вересня 2182 року. При діаметрі близько 500 м і масі 74 млн т його зіткнення може спричинити низку катастрофічних наслідків. Вчені дійшли до висновку, що в разі зіткнення астероїда із Землею це може спричинити глобальну зиму, яка вплине на виробництво продуктів харчування та екологічний баланс, адже зіткнення викине в атмосферу від 100 до 400 млн метричних тонн пилу та аерозолів, блокуючи сонячне світло та знижуючи глобальну середню температуру до 4 °C.

## Галерея

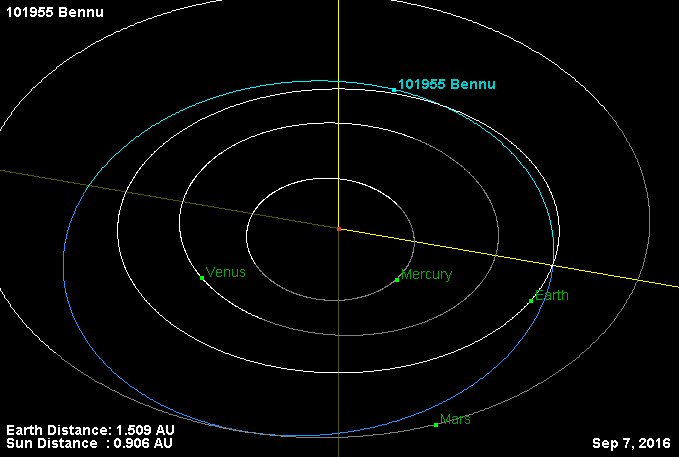
Орбіти астероїда 101955 Бенну та чотирьох внутрішніх планет навколо Сонця
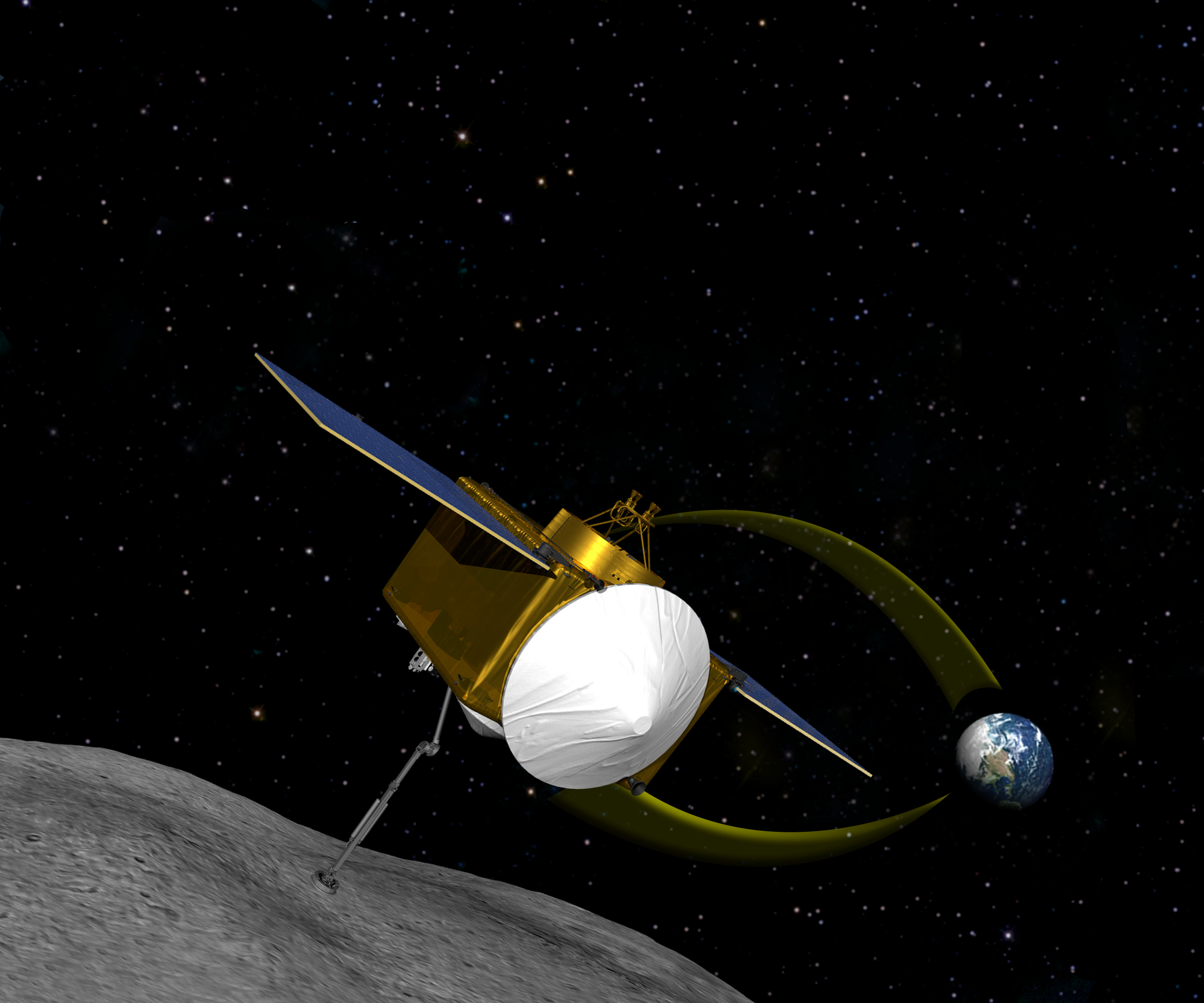
Ілюстрація OSIRIS-REx, який збирає зразки із астероїда Бенну
- Анімація OSIRIS-REx, який збирає зразки із астероїда Бенну
Збірка зображень астероїда Бенну з радара (ліворуч) і відповідна 3D-модель (праворуч)
Перше зображення астероїда Бенну від OSIRIS-REx
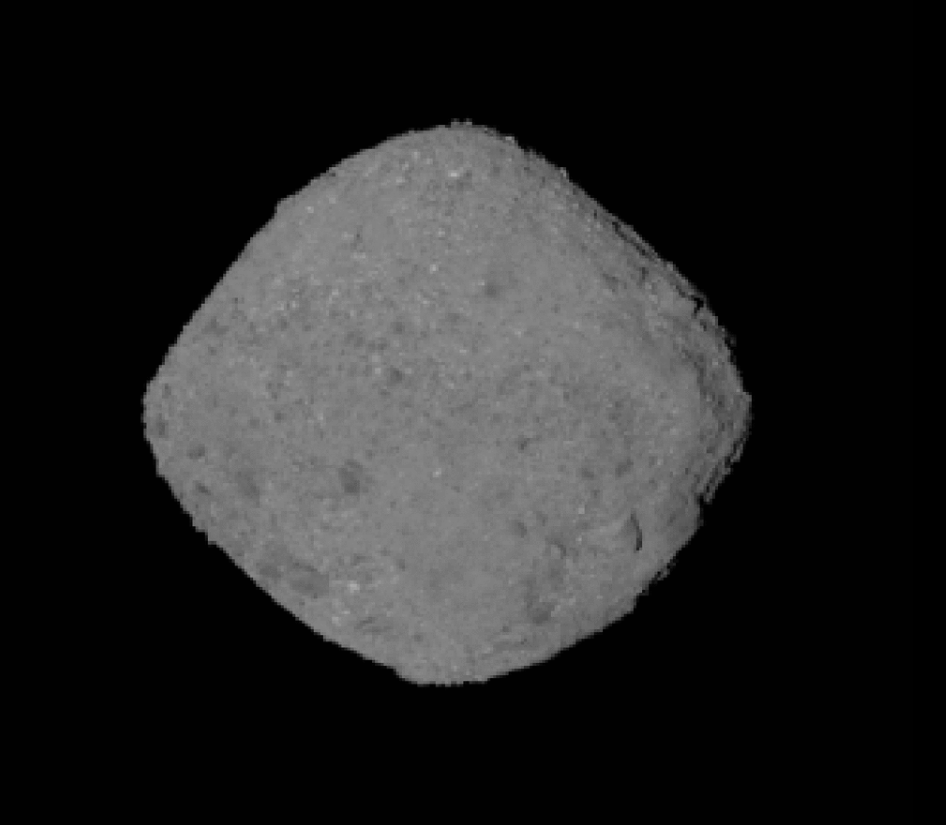
Цей знімок, зроблений OSIRIS-REx 2-го листопада 2018, був частиною послідовності кадрів, зібраних, щоби показати обертання астероїда 101955 Бенну. Ширина Бенну на цьому знімку близько 200 пікселів.